# UGC 12
NGC 12 es una galaxia espiral localizada en la constelación de Pegaso.